# Rivière Raimbault
Pour les articles homonymes, voir Raimbault.
La rivière Raimbault est un affluent de la rive Est de la rivière Trenche, coulant généralement vers le Sud-Est, puis le Sud-Ouest, dans la Réserve écologique J.-Clovis-Laflamme, puis dans le canton Chabanel à la fin de son cours, dans le territoire non organisé de Lac-Ashuapmushuan, dans la municipalité régionale de comté (MRC) Le Domaine-du-Roy, dans la région administrative de Saguenay-Lac-Saint-Jean, au Québec, au Canada.
L’activité économique du bassin versant de la Rivière Raimbault est la foresterie. Le cours de la rivière coule entièrement en zones forestières. La surface de la rivière est généralement gelée de la mi-décembre à la fin mars.

## Géographie
La rivière Raimbault prend sa source à l’embouchure du lac Giroux (longueur : 4,6 km ; altitude : 497 m) dans la Réserve écologique J.-Clovis-Laflamme. Ce lac étroit dont la partie centrale est difforme est doté d’un barrage à son embouchure dans la partie Sud du lac. Le lac Giroux reçoit ses eaux surtout par un détroit (venant du Nord) le reliant au Lac Martin.
À partir de l’embouchure du lac Giroux, la rivière Raimbault coule sur 54,8 km, selon les segments suivants :
- 8,2 km vers le Sud-Est en traversant un lac et un réservoir, jusqu’au barrage ;
- 2,1 km vers le Sud-Est, jusqu’à la décharge d’un ensemble de petits lacs (venant du Sud) ;
- 9,4 km vers le Sud-Est, jusqu’à la confluence du ruisseau Gros (venant du Sud-Ouest) ;
- 8,5 km vers le Sud, jusqu’à la confluence de la Rivière aux Eaux Mortes (venant du Nord-Est) ;
- 6,5 km vers le Sud, jusqu’au pont d’une route forestière où se situe la confluence de la rivière Raimbault Est (venant du Nord-Est) ;
- 1,9 km vers le Sud, jusqu’à la décharge du Lac Faux (venant du Sud) ;
- 4,5 km vers l’Ouest, puis le Sud, en contournant une montagne dont le sommet atteint 492 m et en traversant un petit lac (longueur : 0,6 km ; altitude : 383 m) sur sa pleine longueur, jusqu’à l’écluse à Thomas-Soucy ;
- 12,8 km vers le Sud-Ouest, jusqu’à la limite du canton de Chabanel ;
- 0,9 km vers le Sud-Ouest dans le canton de Chabanel, jusqu'à la confluence de la rivière[2].

La « rivière Raimbault » se déverse sur la rive Est de la rivière Trenche dans le canton de Chabanel. Cette confluence est située à :
- 43,4 km au Nord du réservoir Blanc ;
- 95 km au Nord du centre du village de La Tuque.

## Toponymie
Le toponyme "rivière Raimbault" a été officialisé le 5 décembre 1968 à la Commission de toponymie du Québec.